# روجر ويلش
روجر ويلش (بالإنجليزية: Roger Welch)‏ هو مصور وفنان أمريكي، ولد في 10 فبراير 1946 في وستفيلد في الولايات المتحدة.